# Mautodontha consimilis
Mautodontha consimilis foi uma espécie de gastrópodes da família Charopidae.
Foi endémica da Polinésia Francesa.